# باسكيتس
باسكيتس (بالإنجليزية: Baskets)‏ مسلسل كوميديا سوداء أمريكي درامي، عُرض لأول مرة بتاريخ 21 يناير 2016م على إف إكس وقام بتأليفه كل من لويس سي.كي.، زاك غاليفياناكيس وجوناثان كريسيل.
في 23 فبراير من سنة 2016م أعلنت إف إكس عن تجديد السلسلة من خلال إصدار موسم ثاني لها، والذي عٌرض في 19 يناير 2017م، ثم في 9 مارس من نفس السنة، عادت القناة التلفزيونية إف إكس للإعلان مجدداً عن تجديد المسلسل من خلال إصدار موسم ثالث له.

## بطولة

### الممثلين الرئيسيين
- زاك غاليفياناكيس في دور الإخوة التوأم شيب باسكيتس ودايل باسكيتس.
- مارثا كيلي في دور مارثا بروكس.
- لوي أندرسون[6] في دور كريستين باسكيتس، والدة شيب ودايل.

### الممثلين الثانويين
- سابينا سكوريبا في دور بينيلوب: المرأة الفرنسية المتزوجة من شيب، ولكنها تخبره لاحقا أنها لا تحبه على الإطلاق وتزوجته فقط حتى تتمكن من العيش في أمريكا.
- إرنست آدامز في دور إدي
- إلين دي ويليامز في دور نيكول باسكيتس: زوجة دايل.
- ماليا بايلس في دور سارة باسكيتس: الابنة الكبرى لدايل.
- جوليا روز غرونبرغ في دور كريستال باسكيتس: ابنة دايل الشابة.

## الإنتاج

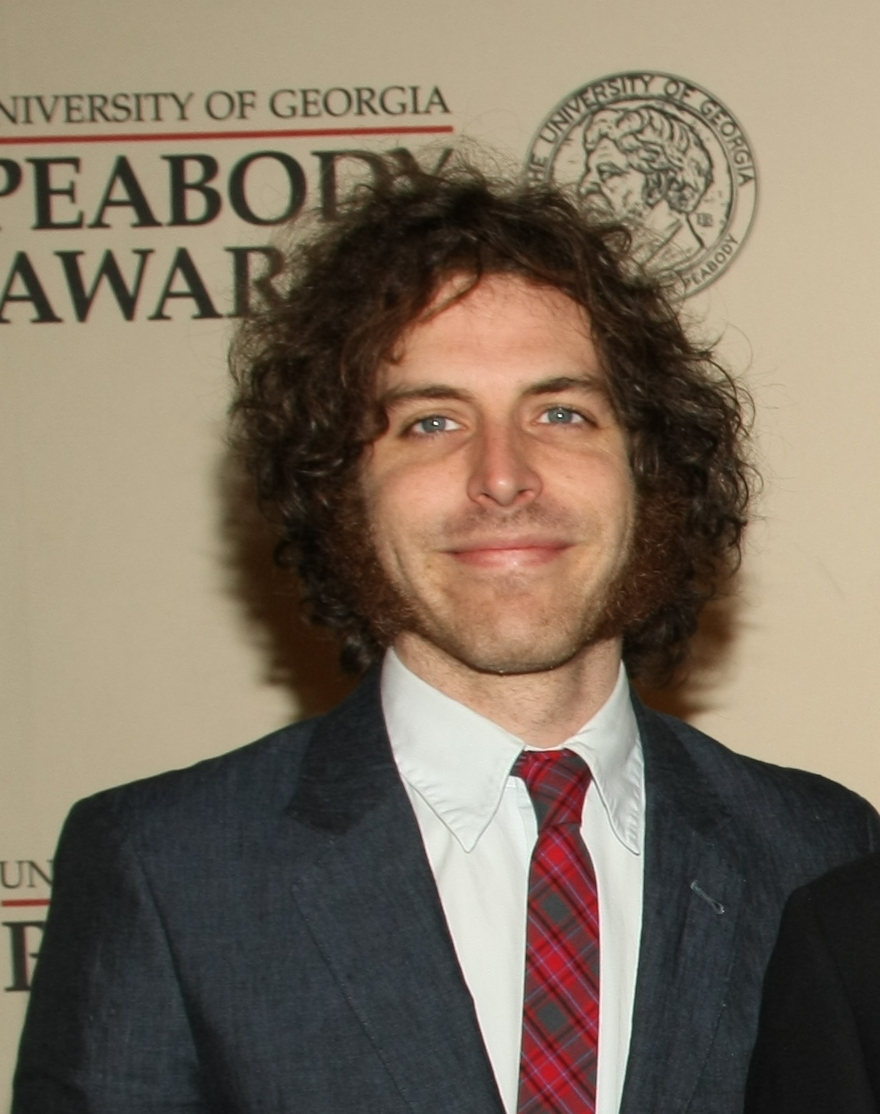
جوناثان كريسل

في كانون الأول/ديسمبر عام 2013، وقعت كل من شركة لويس سي كي للإنتاج وبيغ نيوتن صفقة مع إف إكس من أجل تأليف مسلسل سيظهر على مختلف شبكات إف إكس، هذه الأخيرة طلبت حلقة تجريبية من أجل اتخاد القرار النهائي بالموافقة من عدمها. وفي 27 آب/أغسطس 2014، وافقت إف إكس على بث الحلقات العشر الأولى من الموسم الأول على أن يبدأ الإنتاج في عام 2015.

## استقبال

### انتقادات
تلقى مسلسل باسكيتس مراجعات إيجابية من النقاد. حيث حصل على تقييم 70% على روتن توميتوز مع متوسط تقيين بلغ 7.4 من 10 وذلك بناء على تصويت 36 ناقد. أما موقع ميتاكريتيك فقد قيم الموسم الأول من السلسلة بدرجة 68 من أصل 100 على أساس 32 صوتا، مشيرا عموما إلى «ملاحظات إيجابية».

### الجوائز
| العام | الجائزة                               | الفئة                                                    | المرشح           | نتيجة       | مراجع  |
| ----- | ------------------------------------- | -------------------------------------------------------- | ---------------- | ----------- | ------ |
| 2016  | جائزة نقاد التلفزيون                  | أفضل ممثل مساعد في مسلسل كوميدي                          | لوي أندرسون      | فوز         | [ 10 ] |
| 2016  | حفل توزيع جوائز الإيمي الثامن والستون | جائزة الإيمي برايم تايم لأفضل ممثل مساعد في مسلسل كوميدي | لوي أندرسون      | فوز         | [ 11 ] |
| 2017  | حفل توزيع جوائز الإيمي التاسع والستون | أفضل ممثل في مسلسل كوميدي                                | زاك غاليفياناكيس | في الانتظار | [ 12 ] |
| 2017  | حفل توزيع جوائز الإيمي التاسع والستون | أفضل مساعد ممثل في مسلسل كوميدي                          | لوي أندرسون      | في الانتظار | [ 13 ] |

## وصلات خارجية
- الموقع الرسمي
- باسكيتس على موقع IMDb (الإنجليزية)
- باسكيتس على موقع ميتاكريتيك (الإنجليزية)
- باسكيتس على موقع روتن توميتوز (الإنجليزية)
- باسكيتس على موقع كينوبويسك (الروسية)
- باسكيتس على موقع ألو سيني (الفرنسية)
- باسكيتس على موقع قاعدة بيانات الفيلم (الإنجليزية)